# Raunak Sadhwani
Raunak Sadhwani est un joueur d'échecs indien né le 22 décembre 2005.
Au 1er juin 2023, il est le 18e joueur indien avec un classement Elo de 2 603 points.

## Biographie et carrière
Maître international depuis 2017, Raunak Sadhwani a réalisé la troisième norme nécessaire pour le titre de grand maître international en même temps que le classement Elo de 2 500 points à l'âge de 13 ans 9 mois et 28 jours, le titre étant décerné officiellement au début 2020 (à 14 ans).
Il fait partie des joueurs indiens qui ont suivi une formation avec l'ancien champion du monde russe Vladimir Kramnik en août 2019.
Raunak Sadhwani a marqué :
- 6,5 points sur 10 lors de l'open de Sitges en 2018 ;
- 6 points sur 10 lors du festival d'échecs de Gibraltar en 2019 ;
- 4,5 points sur 9 lors de l'Open Aeroflot 2019 (première norme de grand maître international[3]) ;
- 5,5 points sur 9 à l'Open de Dubaï 2019 ;
- 5 points sur 9 au championnat d'Asie individuel adulte 2019 ;
- 7 points sur 9 (deuxième norme de grand maître international[3]) à l'Open international de Porticcio en Corse où il finit à la 2e-4e place ex æquo ;
- 5,5 points sur 11 (deux victoires, deux défaites et sept parties nulles) à l'Open de l'île de Man 2019 (troisième norme de grand maître)[3].